# موونپیک
موونپیک (انگلیسی: Mövenpick) شرکت صنایع غذایی سوئیسی است، که در سال ۱۹۴۸ تأسیس شد.